# The Barefoot Boy (film 1923)
The Barefoot Boy è un film muto del 1923 diretto da David Kirkland. Il soggetto di Wallace Clifton si basa sull'omonima poesia di John Greenleaf Whittier pubblicata in The Panorama del 1856.

## Trama
Maltrattato dal patrigno e accusato ingiustamente dai paesani di aver dato fuoco alla scuola, il dodicenne Dick Alden scappa da casa, promettendo di vendicarsi.
Passano alcuni anni e Dick mantiene la sua promessa: torna a casa, deciso a chiudere il mulino che ha ereditato e che è fonte di lavoro per il villaggio. Ma Mary, la sua vecchia fidanzatina, risana le ferite del suo amor proprio. Dick torna sulla sua decisione e, insieme a Mary, inizia una nuova vita senza rancori.

## Produzione
Il film fu prodotto dalla Mission Film Corporation.

## Distribuzione
Il copyright del film, richiesto dalla Mission Film Corp., fu registrato il 5 maggio 1924 con il numero LP20l74.
Distribuito dalla Columbia Pictures, il film uscì nelle sale cinematografiche degli Stati Uniti il 1º settembre dopo essere stato presentato in prima il 15 agosto 1923. In Germania la pellicola prese il titolo Der steinige Weg mentre in Francia venne ribattezzato Le Gosse aux pieds nus.
Copie incomplete della pellicola, mancanti di un rullo, si trovano conservate negli archivi del George Eastman House di Rochester e dell'UCLA Film And Television Archive di Los Angeles.